# Birsköpfli

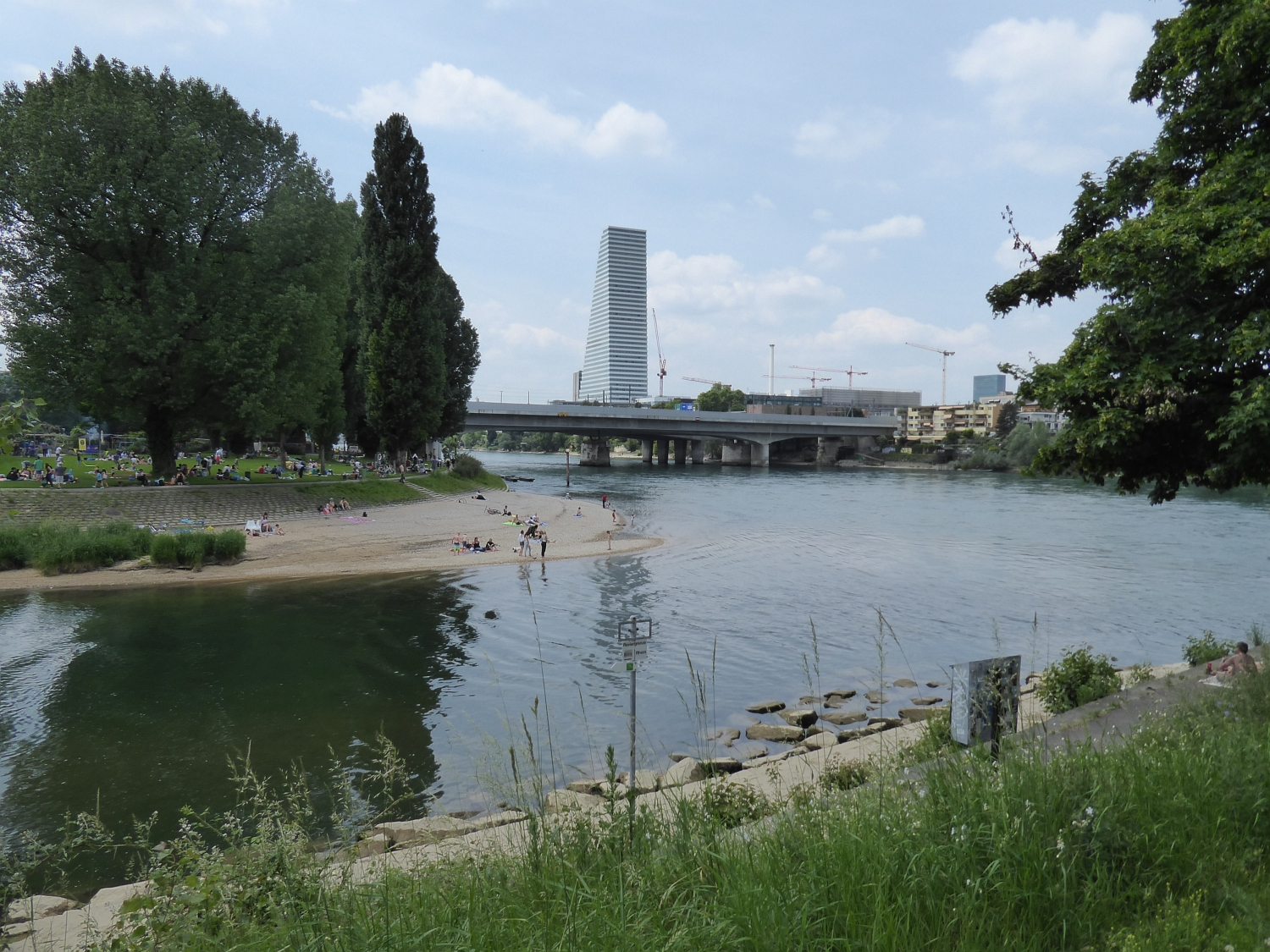
Birsköpfli, Roche-Turm

Das Birsköpfli (manchmal auch Birskopf genannt) ist ein als Naherholungszone genutztes Gebiet in der Schweizer Stadt Basel und der Agglomerationsgemeinde Birsfelden. Es befindet sich direkt an der Mündung der Birs in den Rhein.
Geografisch wird mit dem Birsköpfli das durch Birs und Rhein begrenzte Gebiet im Stadtteil Breite bezeichnet; im Westen wird es durch die Schwarzwaldbrücke und im Süden durch die Autostrasse begrenzt. Am Ufer entlang der Birsmündung befindet sich eine Parkanlage mit grünen Wiesen und einem Restaurant, der Rest des Gebiets wird überwiegend von Schrebergärten besiedelt.

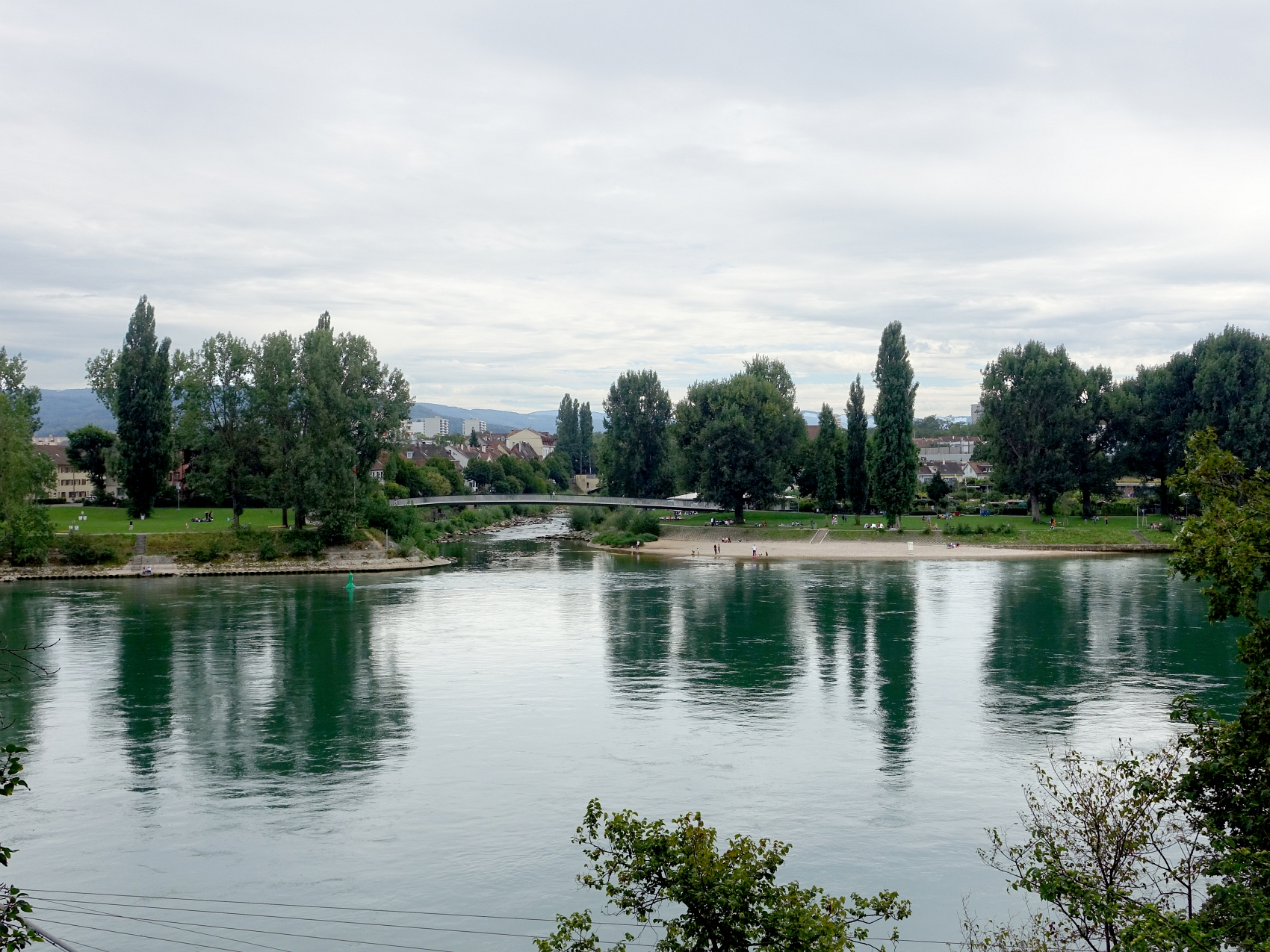
Birsköpfli

Im allgemeinen Sprachgebrauch umfasst das Birsköpfli zusätzlich die grünen Wiesen in Birsfelden, welche sich am Rheinufer auf der anderen Seite der Birs in unmittelbarer Nähe zum Birsköpfli befindet. Die Parkanlagen sind wegen der Nähe zur Stadt, der attraktiven Lage am Rhein und den vielseitigen Freizeit-, Erholungs- und Sportmöglichkeiten bei der Bevölkerung äusserst beliebt und werden im Sommer von allen Bevölkerungsschichten sehr häufig genutzt. Die allgemeine Nachtruhe ab 22 Uhr gilt auch auf dem Birsköpfli, jedoch sind ruhige Aufenthalte in milden Sommernächten möglich und kommen oftmals vor.

## Birskopfsteg
Der Birskopfsteg verbindet die beiden Uferwiesen an der Birsmündung und wurde 1963 als erste Schrägseilbrücke der Schweiz eingeweiht. An einem asymmetrisch angeordneten A-förmigen Pylon hingen an drei aus Stahldrahtgeflecht bestehenden Kabelpaaren der U-förmige Brückentrog aus Beton.
Die Brücke war nur für Fussgänger konzipiert und da sich in jüngsten Jahren das Birsköpfli beiderseits zu einem frequentierten Erholungsort entwickelt hat, hätte die Brücke 2007 umfassend saniert werden sollen. Am 22. Juni 2007 riss eines der sechs Tragseile, worauf die Brücke gesperrt und später abgebrochen wurde. Eine provisorische Holzbrücke mit zwei Fachwerkträgern ist im April 2008 errichtet worden. Die Bauarbeiten für eine neue Fussgängerbrücke haben im Juli 2011 begonnen und im März 2012 konnte die neue Brücke dem Verkehr übergeben werden. Die Kosten für das 74 Meter lange Bauwerk beliefen sich auf 2,4 Mio. Franken.